# گلجیتسا
گلجیتسا (به صربی: Gleđica) یک روستا در صربستان است که در ایوانئیتسا واقع شده‌است. گلجیتسا ۳۵٫۲۳ کیلومتر مربع مساحت و ۱۹۳ نفر جمعیت دارد.